# Сексуальная культура Японии
Современная сексуальная культура в Японии тесно связана с традиционной японской культурой и теми социально-экономическими преобразованиями, которые нация пережила в XX веке.

## Традиционная сексуальная культура
Сексуальная культура в Японии на протяжении веков развивалась отдельно от континентальной Азии. В Японии доминирующей религией является синтоизм, который не считает сексуальную связь греховной и не воспрещает её. Соединение женских и мужских начал представлялось истоком всего сущего, и потому традиционная религия не порицала сексуальную связь, а напротив — поощряла её.
Само представление о сотворении мира и государства неразрывно связано с сексуальным актом. Согласно двум древнейшим литературным памятникам Японии, Кодзики и Нихон сёки, Японские острова были сотворены из пены, которая упала в океан с драгоценного копья, которое боги Идзанаги и Идзанами погрузили в морскую пучину. Само сотворение государства стало результатом полового акта между божествами.
|                             | 於是,天神諸命詔伊邪那岐命、伊邪那美命二柱神曰:「是飄流之國者,爾等宜往而修理固成.」遂依言而賜天沼矛.故二神立天浮橋,指下其矛以畫攪海水,令滄溟作鳴而引上其矛時,自矛末垂落之潮,積凝成島,是為-淤能碁呂島. 二神降坐此島,豎天之御柱,造八尋殿.伊邪那岐問其妹曰:「汝身者如何成也?」伊邪那美答曰:「妾身層層鑄成,然未成處有一處在.」故伊邪那岐詔:「吾身亦層層鑄也,尚有凸餘處一,故以此吾身之餘處,刺塞汝身之未成處,為完美態而生國土,奈何?」伊邪那美答「然善.」如此應而伊邪那岐又詔:「既此,吾倆行繞天之御柱,逢而為婚!」 (кл. кит.) |  | Потому оба бога, ступив на Небесный Плавучий Мост, то драгоценное копье погрузили, и, вращая его, месили [морскую] воду, и когда вытащили [его], вода, капавшая с кончика копья, сгустившись, стала островом. Это Оногородзима — Сам Собой Сгустившийся остров. На этот остров [они] спустились с небес, воздвигли небесный столб, возвели просторные покои. Тут спросил [Идзанаги] богиню Идзанами, свою младшую сестру: «Как устроено твоё тело?»; и когда так спросил, [она] ответила: «Моё тело росло-росло, а есть одно место, что так и не выросло». Тут бог Идзанаги-но микото произнёс: «Моё тело росло-росло, а есть одно место, что слишком выросло. Потому, думаю я, то место, что у меня на теле слишком выросло, вставить в то место, что у тебя на теле не выросло, и родить страну. Ну как, родим?». Когда так произнёс, богиня Идзанами-но микото ответила: «Это [было бы] прекрасно!». |  |
| Кодзики. Свиток 1, глава 4. | |  | |  |

Похожая история представлена в Нихон сёки.
|                       | 一書曰：男女耦生之神，先有埿土煑尊、沙土煑尊；次有角樴尊、活樴尊；次有面足尊、惶根尊；次有伊弉諾尊、伊弉𠕋尊。樴，橛也。伊弉諾尊、伊弉𠕋尊，立於天浮橋之上，共計曰：「底下豈無國歟？」廼以天之瓊〈瓊，玉也，此曰努。〉矛，指下而探之，是獲滄溟。其矛鋒滴瀝之潮，凝成一嶋，名之曰磤馭慮嶋。二神於是降居彼嶋，因欲共爲夫婦產生洲國 <…> 因問陰神曰：「汝身有何成耶？」對曰：「吾身有一雌元之處。」陽神曰：「吾身亦有雄元之處，思欲以吾身元處合汝身之元處。」於是陰陽始遘合爲夫婦。 (кл. кит.) |  | Идзанаги-но мик ото, Изанами-но микото, став на Небесном Плывущем Мосту, друг с другом совет держали и рекли: «А нет ли там, на дне, страны?». И вот, взяли Небесное Яшмовое Копье, опустили ero и пошевелили им. И нащупали они синий океан. Капли, падавшие с острия копья, застыли и образовался остров. Имя ему дали Оногоро-сима. Два божества тогда спустились на этот остров и восхотели, заключив брачный союз, порождать земли страны. <…> И вот он спросил у Богини-женщины: «Есть у тебя в теле такое место, которое создано?» Она отвечала: «В моем теле есть место, исток женского». Бог-мужчина рёк: «В моем же теле есть место исток мужского. Я желаю соединить место-исток моего тела с местом-истоком твоего тела». И тогда мужчина и женщина впервые соединились и стали мужем и женой. |  |
| Нихон сёки. Свиток 1. | |  | |  |

Обнажённое тело, ровно как и любовные отношения, никогда не были предметом стыда, но и не являлись предметом «высокого искусства» и эстетического любования. Японцы не создали ничего подобного античной культуре, где предметом изображения являлось тело как таковое. Высокая литература и поэзия эпохи Токугава были напрочь лишены любовной составляющей, а столь популярные «весенние картинки» имели скорее сугубо практическое назначение, нежели эстетическое. Их никогда не вешали на стены, где традиционно главное место занимали картины и каллиграфические рисунки.
На горе на Цукуба,

Где живут среди пиков орлы,

Среди горных отрогов,

Где струятся в горах родники,—

Зазывая друг друга,

Девы, юноши вновь собрались

У костров у зажженных,

Будут здесь хороводы водить,

И чужую жену буду я здесь сегодня любить,

А моею женою другой зато будет владеть.

Бог, что власть здесь имеет

И правит среди этих гор,

Дал на это согласие людям

Еще с незапамятных пор.

И сегодня одно про себя хорошо разумей:

Упрекать ты не смеешь,

И мучиться тоже не смей!
В Японии вплоть до Реставрации Мэйдзи целомудрие девушки не являлось обязательным условием брака, а в среде простого населения были широко распространены добрачные половые контакты (ёбаи). Достаточно своеобразно к целомудрию подходили аристократы, которые не осуждали жену, если её первым мужчиной становился более влиятельный человек. И только среди военного сословия, во многом испытавшего конфуцианское влияние, целомудрие было одним из условий брака. Если же невеста оказывалась не девственницей, то позор в первую очередь ложился на всю семью, а общество особенно осуждало её мать, так как именно она не смогла дать должного воспитания дочери.
С появлением европейских миссионеров сексуальная культура в Японии обрела новые табу. Впрочем, произошло это далеко не сразу и европейские путешественники второй половины XIX века отмечали живописные картины, когда молодая девушка могла купаться на пороге дома, ни сколько не смущаясь взглядов прохожих мужчин (при этом и прохожие мужчины в равной степени не испытывали никакого смущения от увиденного). В 1883 году был издан закон, запрещающий содержание наложниц. Под большим влиянием западных идей стали формироваться правила морали и этикета для женщин, которые раньше распространялись лишь на представительниц самурайского класса.

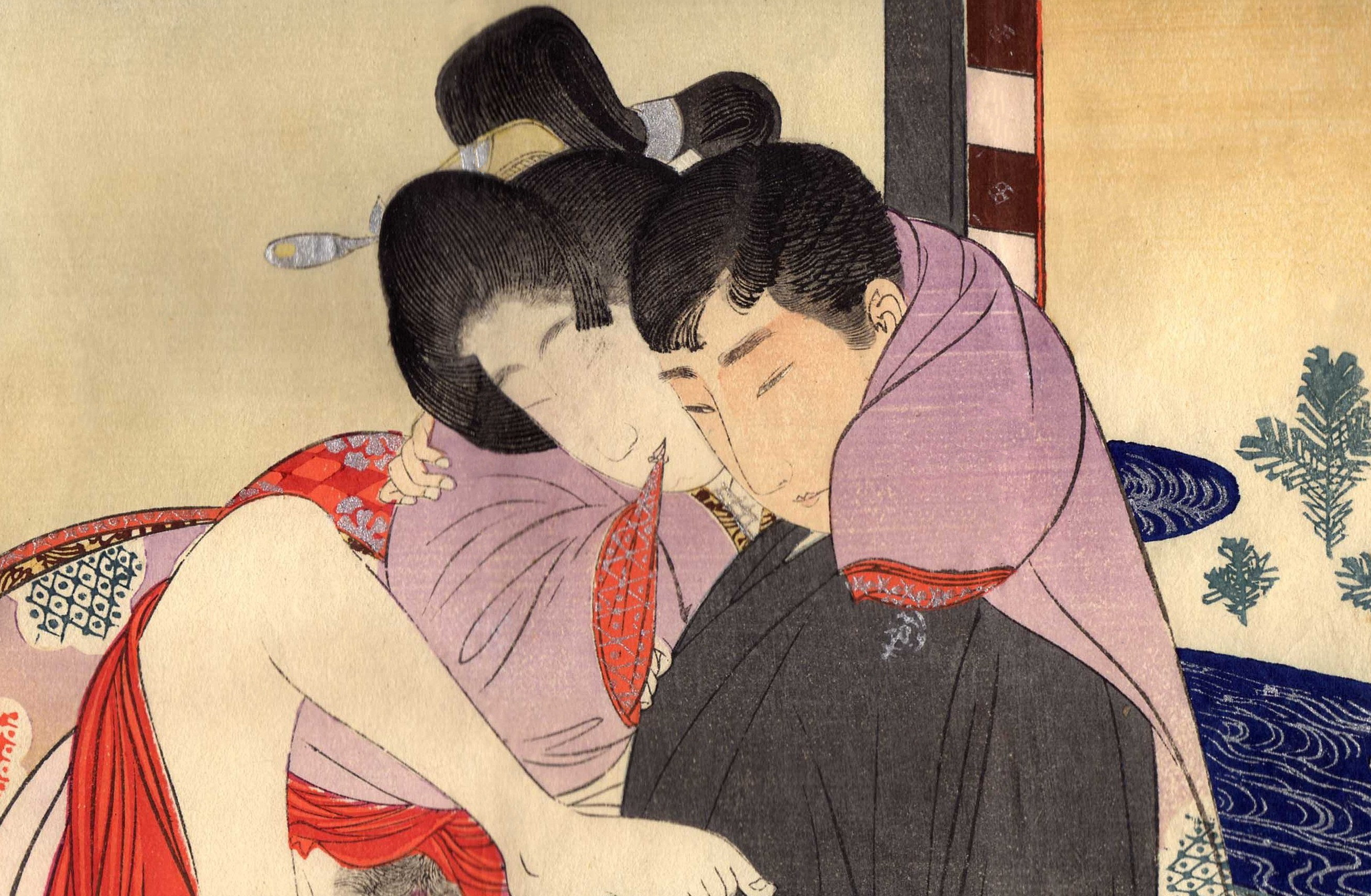
Сюнга периода Мэйдзи. Мужчина с европейской причёской занимается любовью с женщиной в традиционном японском костюме

## Разделение социальных ролей

### «Невинные» мужчины
На протяжении веков в японском обществе с его строгими нормами поведения мужское сексуальное желание являлось естественным и само собой разумеющимся. По этой причине в случаях с любыми проявлениями мужской похоти (японцы используют термин сукэбэ, то есть распутность), включая даже девиантные, такие как свиданиями зрелых мужчин со школьницами (эндзё-косай), продажа ношеного белья половозрелых девушек (бурусэра), приставаниями в общественном транспорте (тикан), осуждение вызывают лишь сами девушки и женщины, которые обладают «порочными» телами, однако ни в коей мере не сами мужчины, чьи сексуальность поощряется в любых формах, даже маргинальных.

### «Непорочные» женщины
С начала эпохи Эдо японские мужчины стали строго разграничивать женщин на тех, которые могут являться объектом сексуального желания (гейши и проститутки), и тех, чьи тела лишены сексуальности (матери и жёны). «Женская сексуальность не могли идти рука об руку с материнством, — писала японская исследовательница Тиэко Арига. — Сексуальные женщины не должны были становиться матерями, а матери не могли быть сексуальными».
В начале XX века в Японии стала насаждаться представления о «хорошей жене и мудрой матери». Согласно новым законам и сформированному в массовом сознании образу, положение благочестивой и целомудренной жены в семье сводилось к выполнению исключительно семейных обязанностей. Причём с юридической точки зрения даже внутри семьи женщина не обладала какими-либо правами: без согласия мужа она не могла занимать деньги, дарить и получать подарки т. д. По выражению профессора Хидэо Танаки, правоспособность женщины мало чем отличалась от правоспособности умственно отсталого. Женщины не могли подавать на развод, за измену мужу предусматривалось лишение свободы, тогда как в отношении подобных правонарушений со стороны мужчин закон оставался немым. Слегка забитые и инфантильные жёны в представлении японцев выступали как партнёры по жизни, но не как объекты сексуального вожделения. Их участие в политической жизни страны осуществлялось посредством рождения и воспитания сыновей — новых солдат Империи. По этой же причине дом и внутренние покои не выступали в качестве сферы интимной, частной жизни, а секс с женой был направлен на выполнение репродуктивной функции, а не на получение плотского удовольствия.
В послевоенное время строгое разграничение социальных ролей («жена-домохозяйка» и «муж-кормилец») привело к кризисному явлению в японских семьях, которое с одной стороны проявилось в кризисе отношений между супругами (в том числе и в сексуальном плане), а с другой — в смещении сексуального желания мужчин на молодых «девиантных» девушек, которые были продуктом тех самых несчастливых семей.

### «Порочные» женщины
Институт проституток существовал в Японии на протяжении многих веков. В 1872 году был издан «Закон об освобождении проституток», позволявший последним уйти от эксплуатации сутенёрами. Впрочем, дыра в законе привела к тому, что проститутки стали предоставлять услуги в частном порядке. В тот же период был наложен запрет на совместное купание в банях, продажу сюнги, а также оголение в публичном месте.
Сразу после окончания войны в Японию начали прибывать американские оккупационные войска. При совместном финансировании японского правительства и предпринимателей для них была учреждена Ассоциация специальных развлечений (特殊慰安施設協会), а именно — сеть публичных домов, женщины для которых подбирались в сельской местности. Однако в связи с быстрым распространением венерических заболеваний военнослужащим было запрещено пользоваться этими заведениями. В январе 1946 г. оккупационные власти направили японскому правительству памятную записку об отмене системы проституции в Японии (Нихон ни окэру косе сэйдо хайси ни кансуру обоэгаки), Министерство внутренних дел уведомило губернаторов о необходимости введения запрета проституции. В январе 1947 г. был опубликован Императорский указ № 9 о наказании лиц, заставляющих женщин заниматься проституцией (Фудзе ни байин сасэта моно надо-но сёбацу ни кансуру текуго). Таким образом в законодательном порядке система проституции была ликвидирована В ноябре 1951 г. 80 женских организаций по инициативе Христианского женского общества трезвости создали Совет против возрождения системы лицензированной проституции (Косё сэйдо фуккацу кёгикай) и начали движение за преобразование Императорского указа № 9 в закон. Это движение продолжалось до 1956 года, когда был принят Закон о предотвращении проституции (Байсюн босихо).
В современной Японии в связи с действующим законом, который запрещает совершение полового акта за денежное вознаграждение, платные сексуальные услуги предоставляются в завуалированной форме.

### Школьницы как социальный слой и их сексуальный образ

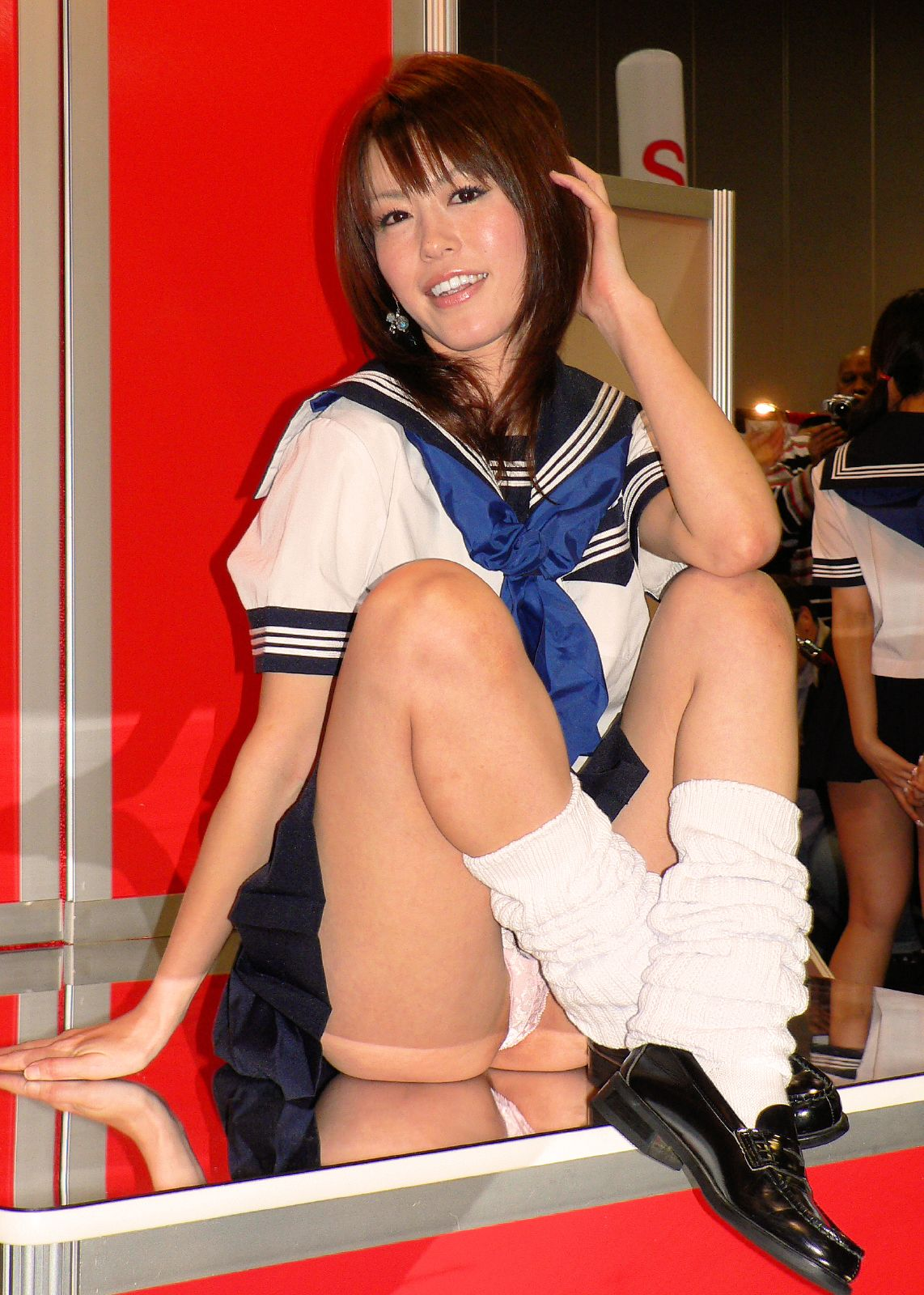
25-летняя порнозвезда Ай Химэно. Эксплуатация образа невинных школьниц — отличительная черта японской массовой культуры

Образ школьниц как представительниц модернизованного общества был сформирован в Японии ещё в начале XX века. В послевоенное время привлекательный для мужской аудитории образ молодой невинной девушки стал активно эксплуатироваться деятелями масс-культуры как в музыке, так и в кинематографе. Поп-идол 1970-х Момоэ Ямагути приобрела известность в 13 лет, когда исполнила песню «Зелёный персик» с припевом «Делай со мной, что хочешь. Пусть все говорят, что я плохая». В кинематографе образ школьниц, подвергающимся насилию, в том числе сексуальному, стал активно эксплуатироваться с начала 70 гг. Одними из первых «розовых фильмов», произведённых крупнейшей кинокомпанией Nikkatsu, стали трилогия «Женская старшая школа» с Дзюнко Нацу в главной роли и «Доклад о старшей школе: Белая грудь Юко» (1971). В следующем году компания Toei, главный конкурент Nikkatsu, запустила серию сексплотейшнов «Пугающая женская школа» (1972—1973). Режиссёр Норифуми Судзуки признавал: «Я делал то, что требовала от меня компания. Пожалуйста, не ищите в этих фильмах какого-то авторского самовыражения. Я был торговцем от индустрии низкопробного кино, ремесленником, свободным от идеологии». Кинокритик Тосио Такасаки так объяснял всплеск интереса киноиндустрии к школьницам: «Взять нечто чистое и невинное, вроде школьниц, и поместить их в не безневинную ситуацию — это мечта каждого мужчины». По его мнению, фильмы с голыми, подвергнутыми насилию школьницами были идеальной приманкой для киноаудитории, которая на 100 % состояла из мужчин. С начала 1990-х годов образ школьниц начал активно использоваться в порнографии.
В начале 1990-х годов на фоне острого экономического кризиса новое поколение молодых школьниц осознало «рыночную стоимость» своих тел, в результате чего распространение получила практика эндзё-косай — оплачиваемых свиданий, на которых мужчины среднего и старшего возраста проводят время с девушками, покупая их время за деньги и/или подарки. Среди причин этого явления исследователи называют становление общества потребления в Японии, которое повлекло за собой стремление молодых девушек к повышению социального статуса путём приобретения дорогих брендовых вещей, деньги на которые они не могут получить от родителей. Другой причиной стал неблагополучный семейный фон: во многих японских семьях отцы и матери редко принимают совместное участие в решении домашних проблем и воспитании детей.